# Lize Rose
Elisabeth Louise Rose (geboren 18. Juni 1875 in Venlo; gestorben 15. Oktober 1944 in Voorburg) war eine niederländische Malerin und Zeichnerin. Sie signierte ihre Werke als Lize Rose.

## Leben
Elisabeth Louise Rose wurde am 18. Juni 1875 in Venlo als Tochter von Frederik Cornelis Rose und Anna Geertruida Hubertina Andriessen geboren. Sie wurde an der Koninklijke Academie van Beeldende Kunsten in Den Haag ausgebildet und besuchte Malkurse der Académie Julian in Paris. Sie malte und zeichnete Stillleben, Figurenstudien und Porträts in Öl. Ihre Lehrer waren Johannes Josephus Aarts, Frits Jansen und Albert Roelofs und sie war Mitglied des Nederlandse Kunstkring und der Schilderessenvereniging ODIS.
Lize Rose starb am 15. Oktober 1944.

## Ausstellungen
- 1906: Jubiläumsausstellung mit Werken ehemaliger Schülerinnen und Schüler beider Museumsschulen
- 1924: Arbeiten von Mitgliedsmalern
- 1934: Nederlandsche Kunstkring
- 1935: ODIS
- 1939: Onze kunst van heden